# Клопачі
Клопачі (біл. вёска Клапачы) — село в складі Молодечненського району Мінської області, Білорусь. Село підпорядковане Полочанській сільській раді, розташоване в західній частині області.